# Havadtő
Havadtő (románul: Viforoasa) falu Romániában Maros megyében.

## Fekvése
A falu Marosvásárhelytől 23 km-re délkeletre, Gyulakutától 4 km-re keletre a Havad-patakának a Kis-Küküllőbe folyásánál fekszik.
A legközelebbi nagyobb város Erdőszentgyörgy.

## Nevének eredete
Nevét arról kapta, hogy a Havad-patak itt ömlik a Kis-Küküllőbe. A román viforoasa viharos helyet jelent.

## Története
1501-ben Havadtew néven említik. 

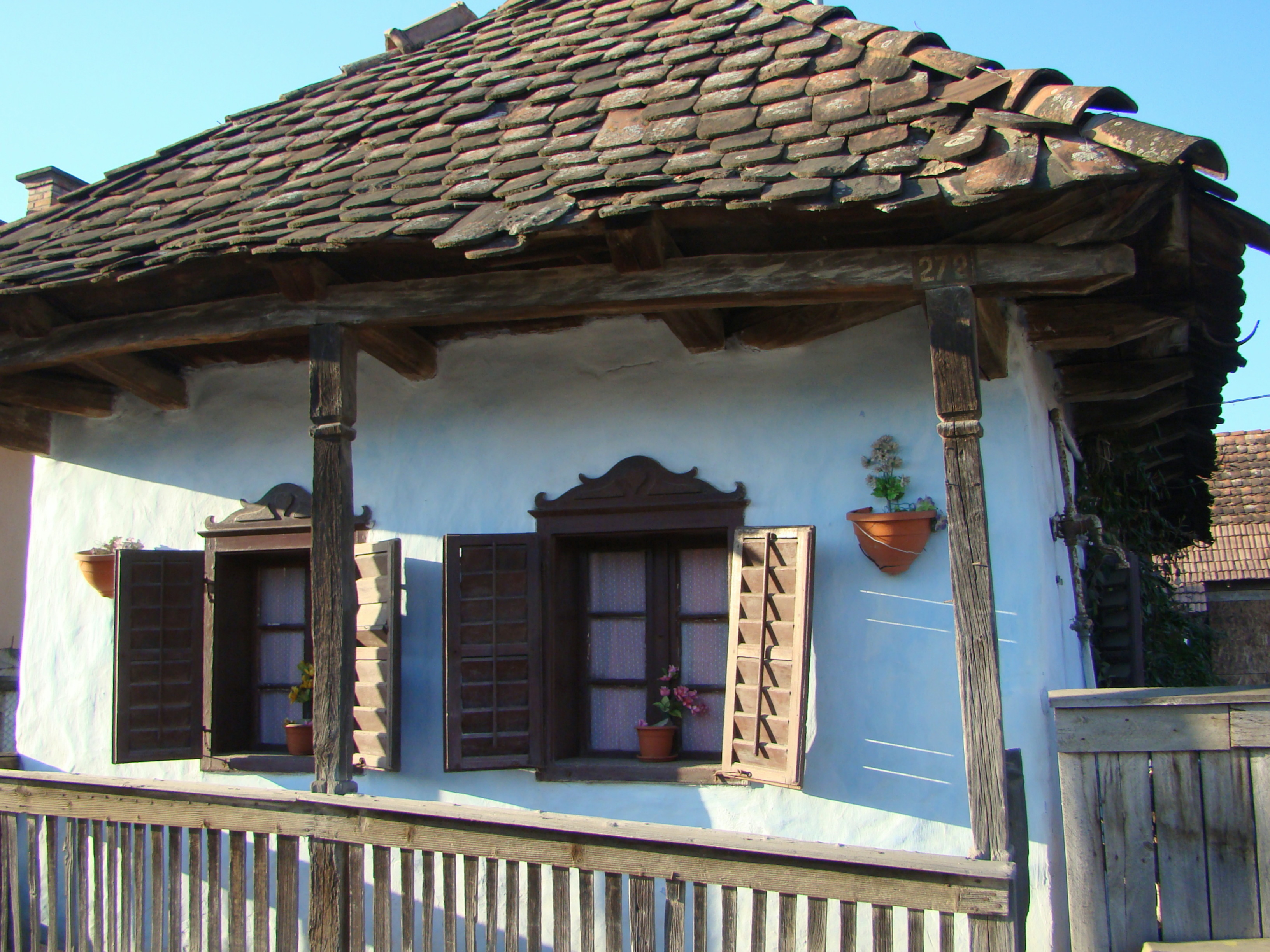
Régi lakóház Havardtőről

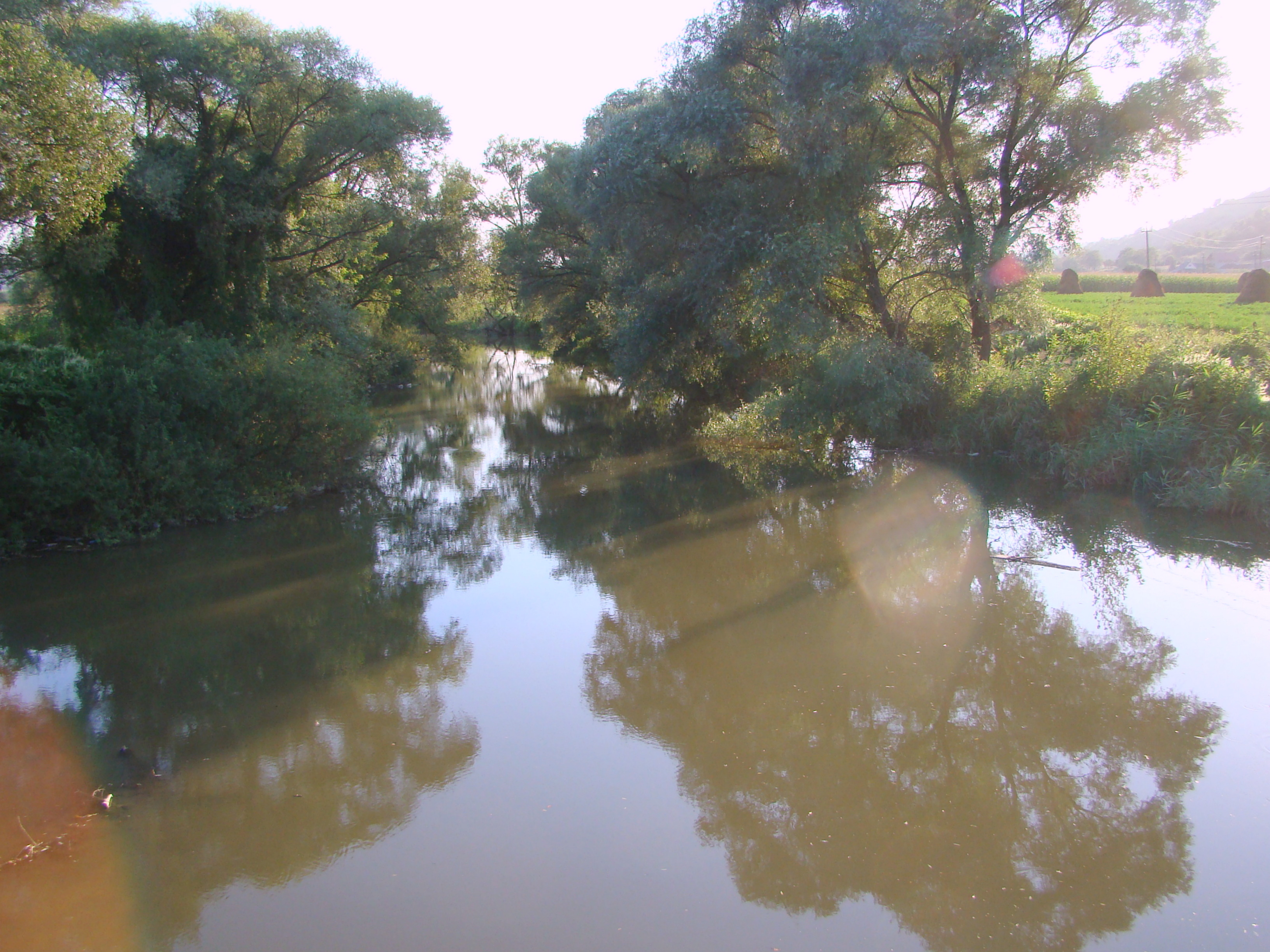
A Kis-Küküllő Havadtőnél

1910-ben 773 lakosából 738 magyar, 23 német és 12 egyéb volt. 
A trianoni békeszerződésig Maros-Torda vármegye Marosi alsó járásához tartozott. 1992-ben 910 lakosából 877 magyar, 29 cigány és 4 román volt.

## Látnivalók
- Református temploma 1826-ban épült a falu közepén, melyet a torony északi oldalán látható felirat is jelez.
- A Havadtői Néprajzi Múzeum előzetes megbeszélés után várja a látogatókat.
- A falu korábbi nemzedékeinek sírjait a Havadtői Köztemetőben tekinthetjük meg.
- A Havadtői Kultúrotthon rendezvények lebonyolítására alkalmas.
- A falu hamarosan könyvtárral bővül.

## Híres emberek
- Itt született 1868. december 13-án Metz Albert magyar zeneszerző, hegedűművész.
- Itt született 1901. május 17-én Saszet Győző református segédlelkész, népművelő, költő, író.